# Musculus semispinalis capitis
De musculus semispinalis capitis of halfdoornspier van het hoofd is een van de spieren behorende tot de transversospinale groep (van processus transversus naar processus spinosus). Hij heeft als oorsprong de processus transversus van T1-T6 en de processi articulares van C4-C7 en hecht zich aan tussen linea nuchae superior en linea nuchae inferior van het os occipitale.
De belangrijkste functie bij een unilaterale contractie is de heterolaterale torsie van het hoofd; bij een bilaterale contractie is retroflexie van het hoofd het voornaamste.